# Charles Le Gendre
Pour les articles homonymes, voir Le Gendre.
Charles Guillaume Joseph Émile Le Gendre, né français le 26 août 1830 à Oullins (près de Lyon) et mort le 1er septembre 1899 à Séoul, est un général américain, puis diplomate, conseiller du ministre des affaires étrangères de l'empire du Japon (1872-1875) avant de devenir conseiller de l'empereur de Corée Kojong.

## Biographie
Il est le fils du sculpteur Jean-François Le Gendre et de son épouse Aricie Louise Marie Gertrude Wable. Sa famille, aisée, l'envoie étudier au Collège royal de Reims. Il épouse Clara Victoria Mulock le 31 octobre 1854 à Bruxelles, puis émigre aux États-Unis où il participe à la guerre de Sécession à partir de 1861 au sein du 51st New York Infantry qu'il finira par commander avec le grade de colonel. Il est blessé deux fois par balle à la tête: à la mâchoire et au cou lors de la bataille de New Bern, puis à l'œil gauche et au nez lors de la bataille de la Wilderness. À la fin de cette guerre, il reçoit le brevet de brigadier général.
En juillet 1866, Le Gendre est envoyé comme consul à Amoy et traverse  l'Europe et l'Asie pour arriver à son poste. Il participe à la signature du traité de Nankin qui conclut la Première guerre de l'opium. Il décide de retourner en Amérique à la suite d'un différend avec le ministre américain en poste à Pékin.
Sur le chemin du retour, il fait halte au Japon en décembre 1872, où il se trouve engagé par Taneomi Soejima (ministre des affaires étrangères) comme conseiller aux affaires étrangères et aux affaires militaires. Il est alors le premier étranger employé comme agent du gouvernement.
Il participe à de nombreuses missions en Chine, et à Taïwan, où il monte une expédition à la suite de l'incident du Rover pour négocier un accord humanitaire avec les tribus aborigènes qui massacrent les équipages des navires naufragés. Le Gendre est pour cela récompensé de l'Ordre du Soleil levant de deuxième classe (1er étranger élevé à cette dignité). Il est aussi conseiller privé de Shigenobu Ōkuma de 1875 à 1890.
Il passe alors en Corée et devient conseiller de l'empereur Kojong. Il reste à la cour jusqu'en 1899, date de sa mort par apoplexie.

## Publications
- Progressive Japan: A Study of the Political and Social Needs of the Empire (1878).
- Les courants humains, ou la circulation du sang de l'homme et de la civilisation à la surface de la terre. 42 vols. Le Gendre papers, Library of Congress, Boxes 6-13.
- Reports on Amoy and the island of Formosa. Washington: Government Printing Office, 1871.
- How to Deal with China. Amoy, 1871.
- Is aboriginal Formosa a part of the Chinese empire? Shanghai: Lane, Crawford, 1874.
- Progressive Japan: A study of the political and social needs of the empire. New York and Yokohama: C. Levy, 1878.
- Notes of Travel in Formosa [1874-1875]. Tainan: National Museum of Taiwan History, 2012.